# Malaba (Cameroun)
Pour les articles homonymes, voir Malaba.
Malaba est un village côtier de la Région du Sud du Cameroun, chefferie de 3e degré du groupement Mbae dans l'arrondissement de Campo. 

## Géographie
Malaba est situé sur la côte nord atlantique à 15 km de la localité de Campo en allant vers Ebodjé.
Localisé est 2° 28' 60 N et 9° 49' 60 E, le village de Malaba est situé dans la commune de Campo.

## Population et société
En 1965, le village comptait 47 habitants, principalement des Mvae.
Lors du recensement de 2005, on y a dénombré 63 personnes.